# Alcanivorax borkumensis
Alcanivorax borkumensis — грам-негативна, паличкоподібна бактерія роду Alcanivorax. Є типовим видом цього роду. Вперше була виділена в акваторії Північного моря і описана Якимовим та співавторами в 1998 році. Здатна використовувати вуглеводні як єдине джерело вугляцю. Бере участь в біоочищенні морських екосистем від нафтових забруднень.

## Біологічні властивості

### Морфологія
A. borkumensis — нерухомі, неспоротворні грам-негативні паличкоподібні бактерії розміром 2-3 × 0,4-0,7 мікрон. Не утворюють капсул, на мають джгутиків, клітини чутливі до осмотичного шоку. Зерна, які можна побачити в клітинах на електронно-мікроскопічних знімках, є гранулами поліфосфату. Клітини стають коротшими (1-1,5 мікрон) у присутності н-алканів в живильному середовищі.

### Культуральні властивості
A. borkumensis — хемоорганогетеротроф, аероб. Оптимальна температура для росту 20-30 °C. Галофіл, оптимальна концентрація хлориду натрію в середовищі 3-10 %, максимальна 12,5 %, ріст в осмотично еквівалентному середовищу у відсутності іонов натрію неможливий. Оксидазо-позитивний, синтезує каталазу, відновлює нітрат до нітриту. Використовує вуглеводні (наприклад, н-гексадекан) як єдине джерело вуглецю, не здатний використовувати вуглеводи (глюкозу, лактозу, фруктозу, цукрозу і т. д.) як джерело вуглецю. Здатний утилізувати форміат, ацетат, пропіонат, метилпіруват і α-кетоглутарат. Продукує позаклітинні глюколіпіди, що володіють поверхнево-активними властивостями.

### Геном
Геном A. borkumensis штаму SK2 представлений кільцевою дволанцюжковою молекулою ДНК розміром 3120143 пар основ і містить 2806 генів, з яких 2755 кодують білки, вміст ГЦ становить 54 %. Особливостями геному A. borkumensis є сильна спрощеність, нечисленність мобільних генетичних елементів і генів, що відповідають за продукцію енергії, проте велике число генів, що відповідають за деградацію вуглеводнів, утворення детергентів, що полегшують емульгування вуглеводнів в морській воді, утворення біоплівок на поверхні крапель нафти — все це пов'язано зі специфічним пристосуванням до біодеградації вуглеводнів. При рості на піруваті і гексадекані відмічають зміну рівня експресії 97 мембранних і цитоплазматичних білків, що імовірно відносяться до 46 оперонів. Також для A. borkumensis характерний альтернативний шлях біосинтезу жирів.

## Значення

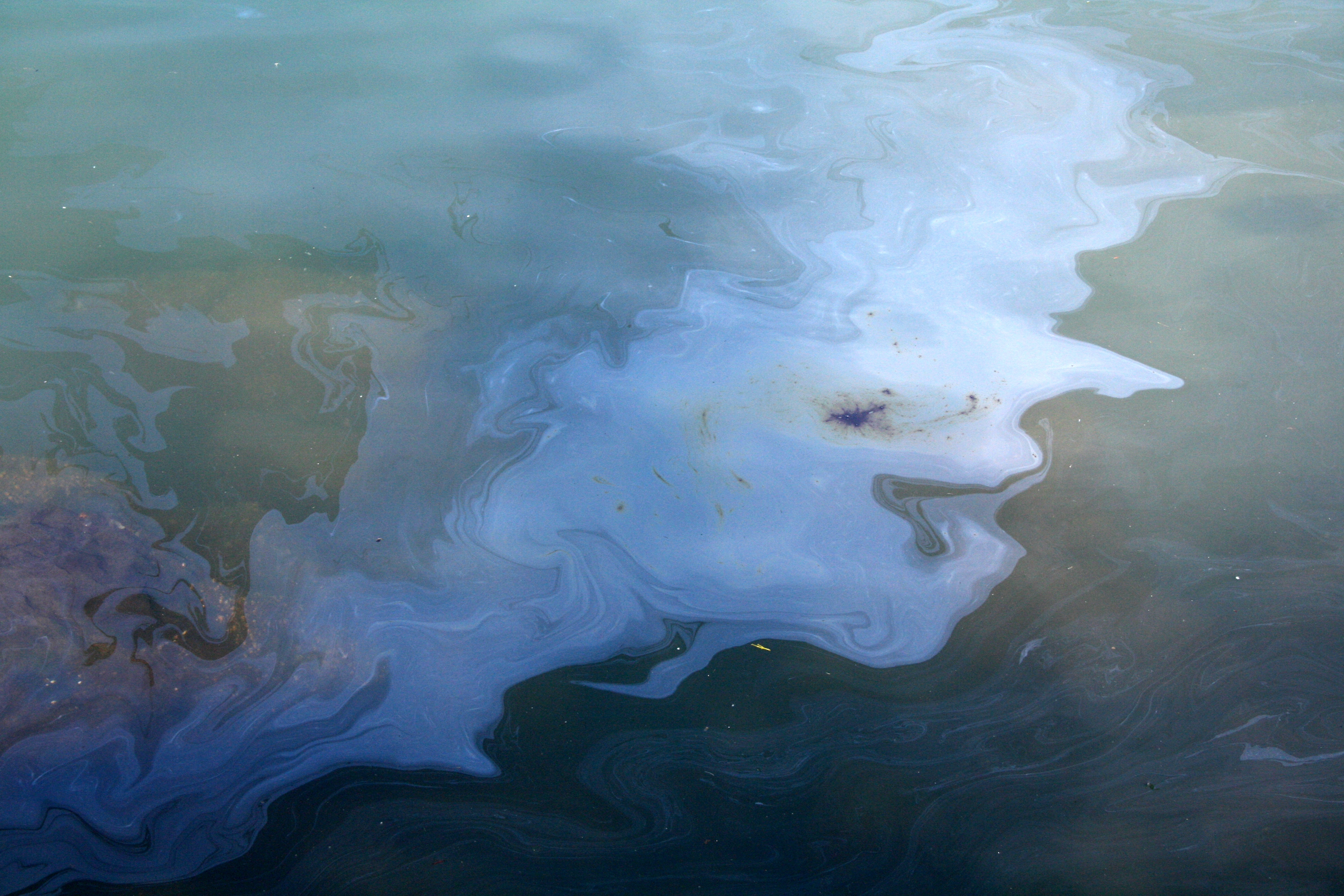
Нафтофа пляма в затоці Сан-Франциско, 2007 рік

A. borkumensis є домінуючим мікроорганізмом нафтових забруднень у присутності доступних джерел фосфору і азоту, здійснюючи біодеградацію вуклеводнів. Таким чином ця бактерія приймає важливе значення в біоочищенні нафтових забруднень морських екосистем. Також представляють інтерес позаклітинні глюколіпіди A. borkumensis, що мають властивості детергентів і здібні до емульгація нафти, руйнуючи нафтові плями. Зараз розробляються генно-інженерні підходи використання позаклітинних полігідроксиалконатів A. borkumensis.